# Lista șefilor de stat ai României după durata mandatului

Această pagină este o listă a șefilor de stat ai României ordonată după durata mandatului acestora.
| Ordonare după durata mandatului | Șef de stat            | Durata mandatului (în zile) | Durata mandatului (în ani și zile) | Ordinea în funcție |
| ------------------------------- | ---------------------- | --------------------------- | ---------------------------------- | ------------------ |
| 1                               | Carol I                | 17.672                      | 48 a 140 z                         | 3                  |
| 2                               | Nicolae Ceaușescu      | 8.048                       | 22 a 13 z                          | 13                 |
| 3                               | Ferdinand I            | 4.679                       | 12 a 296 z                         | 4                  |
| 4                               | Ion Iliescu            | 3.993                       | 10 a 341 z                         | 14/16              |
| 5                               | Carol al II-lea        | 3.742                       | 10 a 90 z                          | 6                  |
| 6                               | Mihai I                | 3.725                       | 10 a 73 z                          | 5/7                |
| 7                               | Klaus Iohannis         | 3.706                       | 10 a 53 z                          | 18                 |
| 8                               | Traian Băsescu         | 3.652                       | 10 a                               | 17                 |
| 9                               | Alexandru Ioan Cuza    | 2.575                       | 7 a 18 z                           | 1                  |
| 10                              | Petru Groza            | 2.035                       | 5 a 209 z                          | 9                  |
| 11                              | Constantin Ion Parhon  | 1.626                       | 4 a 165 z                          | 8                  |
| 12                              | Emil Constantinescu    | 1.484                       | 4 a 23 z                           | 15                 |
| 13                              | Gheorghe Gheorghiu-Dej | 1.459                       | 3 a 363 z                          | 11                 |
| 14                              | Ion Gheorghe Maurer    | 1.165                       | 3 a 69 z                           | 10                 |
| 15                              | Chivu Stoica           | 990                         | 2 a 260 z                          | 12                 |
| 16                              | Locotenența Domnească  | 88                          | 0 a 88 z                           | 2                  |
| 17                              | Nicușor Dan            | −3                          | -1 a 362 z                         | 19                 |

### Alte liste din aceeași categorie
- Lista șefilor de stat ai României
- Lista șefilor de stat ai României în viață
- Lista șefilor de stat ai României după data nașterii
- Lista șefilor de stat ai României după data decesului
- Lista șefilor de stat ai României după longevitate
- Lista șefilor de stat ai României după vârsta la preluarea funcției
- Lista șefilor de stat ai României după timpul trăit după exercitarea funcției